# Burnthe8track
Burnthe8track est un groupe de punk rock canadien, originaire de Winnipeg, dans le Manitoba. Les membres incluent le chanteur Derek Kun, le guitariste Jason Kun, le batteur Sam Osland et, le bassiste Ethan Osland.

## Biographie
Burnthe8track est formé en 2001 par les frères Kun et Olsand. En 2003, Ethan Osland est remplacé à la basse par Mike Goreski. Cette année, le groupe joue Grand Beach Music Fest de Winnipeg. Leur premier album, The Ocean, est publié en 2004 chez Century Media/Abacus/Alveran,. Certains des morceaux sont réédités comme EP en 2005, Division, au label Coretex,.
En soutien aux albums, burnthe8track tourne et joue pendant deux ans, participant notamment au Van Warp Tour et en ouverture en concert pour de nombreux groupes. En 2006, Goreski quitte le groupe, auquel Ethan Osland revient à la basse. Le groupe signe ensuite avec Curve Music et Universal, et, à la fin de 2007 sort l'album Fear of Falling Skies. En soutien à l'album, le groupe tourne ne 2008 et joue en Europe avec Terror, Strung Out, Death Before Dishonor et The Misfits. Ils jouent aussi avec Ignite, Death by Stereo, et Bad Religion.
burnthe8track a tourné dans plus d'une trentaine de pays, et a joué au programme Definitely Not the Opera sur CBC Radio.

## Discographie
- 2004 : The Ocean
- 2006 : Division (EP)
- 2007 : Fear of Falling Skies[6]
- 2008 : Division (Europe)

## Membres
- Derek Kun - chant
- Jason Kun - guitare
- Mike Goreski - basse (2003-2006)
- Sam Osland - batterie
- Ethan Osland - basse[6]